# Robert Flores
Robert Mario Flores Bistolfi (ur. 13 maja 1986 w Montevideo) – urugwajski piłkarz występujący na pozycji pomocnika. Od 2016 jest zawodnikiem Boston River. Ma na koncie dwa mecze w reprezentacji Urugwaju.